# Marquita Bradshaw

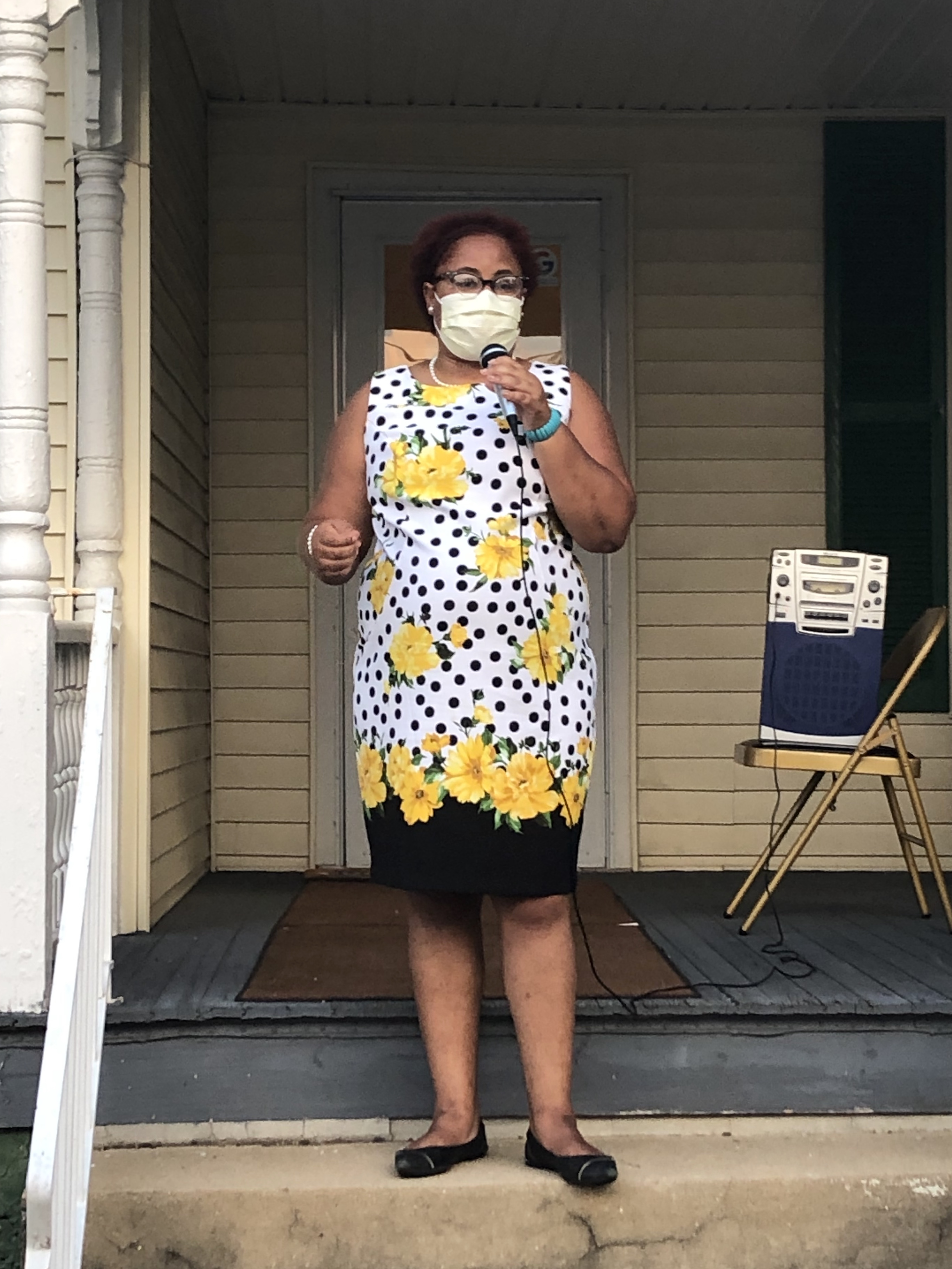
Marquita Bradshaw 2020

Marquita Bradshaw (* 19. Februar 1974 in Memphis, Tennessee) ist eine amerikanische Umweltaktivistin und Politikerin der Demokratischen Partei. 2020 wurde sie als erste Afroamerikanerin in Tennessee von einer der großen Parteien für den Senat der Vereinigten Staaten nominiert.

## Biografie
Bradshaw wuchs in Memphis auf, wo sie auch die Universität besuchte und mit einem Bachelor of Liberal Science in Journalismus abschloss.
Bradshaw engagiert sich unter anderem im Sierra Club für Umweltschutz, wobei sie ihrer Mutter folgt, die gegen eine mit Giftmüll belastete Anlage in ihrer Nachbarschaft kämpfte, das später in das Superfund-Programm aufgenommene Memphis Defense Depot, wo die United States Army chemischen Müll wie alte Senfgasbomben gelagert hatte. Ein Onkel von Bradshaw, John DeBerry, war von 1995 bis 2020 demokratischer Abgeordneter im Repräsentantenhaus von Tennessee.
Bradshaw bewirbt sich bei der Wahl zum Senat der Vereinigten Staaten 2020 um den Klasse-II-Sitz Tennessees im Senat der Vereinigten Staaten. Der bisherige republikanische Amtsinhaber Lamar Alexander tritt nicht zur Wiederwahl an. Bradshaw hatte sich bei der demokratischen Vorwahl überraschend gegen den von der Partei unterstützten Anwalt und Irakkriegsveteran James Mackler durchgesetzt. Sie ist damit die erste afroamerikanische Frau, die für eine der großen Parteien in Tennessee zur Senatswahl nominiert wurde.
Ihr republikanischer Gegner, der ehemalige Botschafter der Vereinigten Staaten in Japan, Bill Hagerty, lag nach einer Ende Oktober 2020 veröffentlichten Umfrage weit vor ihr. Sie verlor dann auch die Wahl haushoch.
Bradshaw ist alleinerziehende Mutter.